# Masherbrum
Masherbrum er en markant bjergtop i bjergkæden Karakoram i det nordøstlige Pakistan. Masherbrum er 7.821 moh. og er dermed verdens 22. højeste bjerg, og det 11. højeste i Pakistan.
Bjerget fik navnet K1 ("Karakorams første bjerg") efter briternes kortlægning af Karakoram i 1856, men har siden fået sit oprindelige navn tilbage. Betydningen af "Masherbrum" er usikker, men antages at stamme fra sammensætningen af ordene masha (adelskvinde eller dronning) og brum (bjerg) på balti-sproget, altså "Dronningen af bjerge". Også andre betydninger er foreslået.
Masherbrum er omringet af flere af de højeste og mest spektakulære bjerge i verden, som K2, Gasherbrum-gruppen og Trango-massivet. Bjerget betragtes i bjergbestigersammenhæng, som et af de vanskeligste bjerge over 7500 meter.
Bjerget blev besteget første gang i 1960 af en amerikansk-pakistansk ekspedition og har efterfølgende kun haft ganske få succesfulde bestigninger.